# Jamie Selkirk
Jamie Selkirk es un editor y productor cinematográfico neozelandés que ha trabajado principalmente en su país. Es notable, en particular, por su trabajo en la trilogía de El Señor de los Anillos, que coprodujo con Peter Jackson. Recibió un Premio de la Academia al mejor montaje en 2004 por la última película de la trilogía, El retorno del Rey. Selkirk ha sido elegido miembro de los Editores de Cine de Estados Unidos.

## Carrera cinematográfica
Empezó a trabajar para la industria del entretenimiento en la New Zealand Broadcasting Company. Se pasó a la edición como montador en prácticas y empezó a cortar nodos, actualidad, documentales y dramas.
Jamie Selkirk ha establecido una duradera y notable relación de colaboración con el director Peter Jackson. Empezó con el trabajo de Selkirk como montador, montador de sonido y supervisor de postproducción de Mal gusto, y continuó en las mismas labores en Meet the Feebles y Criaturas celestiales. Tras ello, Selkirk actuó de productor asociado y montador para Jackson en Braindead en 1992, y como productor único (además de montador) en The Frighteners. Jackson y Selkirk son ejemplos de cineastas neozelandeses que eligieron trabajar allí, y lograron con su trabajo reconocimiento internacional.
Otras acreditaciones de Selkirk incluyen las películas Jack Brown Genius, Battletruck, The Scarecrow y The Silent One. Antes de introducirse en el mundo de la producción, Selkirk montó su propia empresa de postproducción, llamada «Mr. Chopper» (‘Señor Cortador’), con la que ha intervenido en varias producciones y anuncios televisivos.
Además de sus labores de producción en la trilogía de El Señor de los Anillos, Selkirk empezó aspirando a montar por sí mismo las tres películas; sin embargo, al final sólo trabajó como supervisor de montaje en los dos primeros episodios (La Comunidad del Anillo y Las dos torres), y montó por sí mismo el tercero (El retorno del Rey). Por ello, en una entrevista con Daniel Restuccio, comentó sarcásticamente: «siempre me gustó más ese guion». John Gilbert y Michael J. Horton resultaron nominados al Óscar al mejor montaje por los dos primeros episodios; y Selkirk ganó el premio por el tercero.

## Filmografía
| Año  | Película                                          | Título en español                                                             | Tareas                                                      | Notas        |
| ---- | ------------------------------------------------- | ----------------------------------------------------------------------------- | ----------------------------------------------------------- | ------------ |
| 1980 | A Woman of Good Character                         |                                                                               | Montador                                                    |              |
| 1980 | Squeeze                                           |                                                                               | Montador                                                    |              |
| 1982 | The Scarecrow                                     |                                                                               | Editor de sonido                                            |              |
| 1983 | It's Lizzie to Those Close                        |                                                                               | Montador                                                    | Telefilme    |
| 1985 | Should I Be Good?                                 |                                                                               | Montador                                                    |              |
| 1985 | The Silent One                                    |                                                                               | Montador                                                    |              |
| 1987 | Mal gusto                                         | Mal gusto                                                                     | Montador y editor de sonido                                 |              |
| 1989 | Meet the Feebles                                  | El mundo de los Feebles o El delirante mundo de los Feebles                   | Montador, editor de sonido y supervisor de postproducción   |              |
| 1991 | Old Scores                                        |                                                                               | Montador                                                    |              |
| 1992 | Braindead o Dead Alive                            | Braindead: tu madre se ha comido a mi perro, Muertos de miedo o Muertos vivos | Productor asociado, montador y extra como «padre en el zoo» |              |
| 1993 | Typhon's People                                   |                                                                               | Montador                                                    | Telefilme    |
| 1994 | Heavenly Creatures                                | Criaturas celestiales                                                         | Montador y supervisor de postproducción                     |              |
| 1994 | Jack Brown Genius                                 | Un loco genial                                                                | Productor ejecutivo y montador                              |              |
| 1995 | Forgotten Silver                                  | La verdadera historia del cine                                                | Productor ejecutivo                                         | Telefilme    |
| 1996 | The Frighteners                                   | Agárrame esos fantasmas o Muertos de miedo                                    | Productor y montador                                        |              |
| 1997 | Larger than Life                                  |                                                                               | Productor                                                   | Cortometraje |
| 1998 | Wasted                                            |                                                                               | Productor ejecutivo                                         | Cortometraje |
| 2001 | The Lord of the Rings: The Fellowship of the Ring | El Señor de los Anillos: la Comunidad del Anillo                              | Coproductor y supervisor de montaje                         |              |
| 2002 | The Lord of the Rings: The Two Towers             | El Señor de los Anillos: las dos torres                                       | Coproductor y supervisor de montaje                         |              |
| 2003 | The Long and Short of It                          |                                                                               | Coproductor                                                 | Cortometraje |
| 2003 | The Lord of the Rings: The Return of the King     | El Señor de los Anillos: el retorno del Rey                                   | Montador y coproductor                                      |              |
| 2005 | King Kong                                         | King Kong                                                                     | Montador                                                    |              |
| 2010 | Predicament                                       |                                                                               | Productor ejecutivo                                         |              |
| 2011 | Good for Nothing                                  |                                                                               | Productor ejecutivo                                         |              |

## Premios y distinciones
Óscar
| Año  | Categoría     | Película                                    | Resultado |
| ---- | ------------- | ------------------------------------------- | --------- |
| 2004 | Mejor montaje | El Señor de los Anillos: el retorno del Rey | Ganadora  |